# André Van Herpe
André Van Herpe (ur. 26 października 1933 w Oudenaarde, zm. 26 marca 2024) – belgijski piłkarz grający na pozycji pomocnika. Był reprezentantem Belgii.

## Kariera klubowa
Swoją karierę piłkarską Van Herpe rozpoczął w klubie ARA La Gantoise, w którym w sezonie 1951/1952 zadebiutował w pierwszej lidze belgijskiej. W sezonie 1954/1955 wywalczył z nim wicemistrzostwo Belgii. W sezonie 1962/1963 grał w trzecioligowym Racingu Club, a w sezonie 1963/1964 w drugoligowym Racingu White. W latach 1964–1966 grał w czwartoligowym Stade Kortrijk, w którym zakończył karierę.

## Kariera reprezentacyjna
W reprezentacji Belgii Van Herpe zadebiutował 14 października 1956 w przegranym 2:3 towarzyskim meczu z Holandią, rozegranym w Antwerpii. W swojej karierze grał w eliminacjach do MŚ 1958. Od 1956 do 1958 rozegrał w kadrze narodowej 7 meczów i strzelił 1 gola.